# 久保結季
久保 結季（くぼ ゆうき、1995年10月31日 - ）は、日本の女優。
神奈川県川崎市出身。

## 出演

### テレビドラマ
- ホーム&アウェイ 第1話・第4話（2002年、フジテレビ）四谷ナナ 役
- メッセージ〜言葉が裏切っていく〜（2003年、日本テレビ）千歳 役
- ブラックジャックによろしく 第10話・第11話（2003年、TBS）原なつみ 役
- 相棒season2 第13話（2004年、テレビ朝日）大森瑠奈 役
- 火曜サスペンス劇場 17年目の秘密（2004年、日本テレビ）沢田真理 役
- 火曜サスペンス劇場 新・女検事 霞夕子 第22作（2004年、日本テレビ）清美 役
- 女医・優〜青空クリニック〜 第1話（2004年、フジテレビ）藤井優（幼少） 役
- 愛の劇場 コスメの魔法2 第5話 - 10話（2005年、TBS）城島藍子 役
- 愛の劇場 ママはバレリーナ（2005年、TBS）三浦春香 役
- 世にも奇妙な物語2006年秋 鏡子さん（2006年、フジテレビ）利香 役
- 百鬼夜行抄（2007年、日本テレビ）荒川珠代 役
- 月曜ミステリー劇場 研ぎ師鷹宮光次郎（2007年、TBS）山岸優花 役
- 月曜ゴールデン 心研ぎます!鷹宮光次郎の旅情事件簿〜刀研ぎ師の人情放浪記〜（2007年、TBS）山岸優花 役

### 映画
- 愛ちゃんのつぶやき（2004年）山本愛 役
- サウスバウンド（2007年）佐々木かおり（さっさ） 役

### CM
- ライオン生CM
- P&G アリエールピュアクリーン
- カタナ - ナレーション

### ラジオ
- TOKYO FMON THE WAY COMEDY 道草 Vol.247バナナ・ブランデー・マリネ

### その他
- 人権啓発フィルムライブラリー 私たちと人権 子育て編
- 江原啓之スペシャル 天国からの手紙2 〜亡き家族からのメッセージ〜